# Chifón
El chifón (de chiffon, ‘gasa’) es un pastel muy ligero hecho con aceite vegetal, huevo, azúcar, harina, levadura química y aromas. Al emplear aceite en vez de mantequilla, la grasa tradicionalmente usada en repostería, resulta difícil introducir aire en la masa, por lo que el chifón logra una textura esponjosa montando las claras a punto de nieve y añadiéndolas a la masa antes de hornear.

## Características
El alto contenido en aceite y huevo produce un pastel muy húmedo, ya que el aceite permanece líquido incluso a temperaturas frescas, de forma que el chifón no tiende a endurecerse ni secarse como le ocurre a los bizcochos de mantequilla. Esto lo hace más indicado para rellenarlo o recubrirlo con ingredientes que necesitan refrigeración o congelación, como la crema pastelera o el helado. El chifón tiende a contener menos grasa saturada que las tartas de mantequilla, por lo que resulta más saludable. Sin embargo, la ausencia de mantequilla hace que tenga un sabor menos rico, por lo que suele acompañarse de salsas fuertes o rellenos de chocolate o fruta.

## Historia
El chifón fue inventado en 1927 por Harry Baker, un vendedor de seguros californiano dedicado al cáterin. Baker mantuvo en secreto la receta 20 años hasta que la vendió a General Mills, momento en que su nombre cambió a chiffon y un conjunto de 24 recetas y variantes fueron publicadas en un panfleto de Betty Crocker publicado en 1948.